# Дир Парк (Илиноис)
Дир Парк (енгл. Deer Park) град је у америчкој савезној држави Илиноис.

## Демографија
По попису из 2010. године број становника је 3.200, што је 98 (3,2%) становника више него 2000. године.
| Група             | 2000.         | 2010.         |
| Белци             | 2.935 (94,6%) | 2.891 (90,3%) |
| Афроамериканци    | 18 (0,6%)     | 28 (0,9%)     |
| Азијати           | 75 (2,4%)     | 137 (4,3%)    |
| Хиспаноамериканци | 47 (1,5%)     | 110 (3,4%)    |
| Укупно            | 3.102         | 3.200         |